# Portalachse

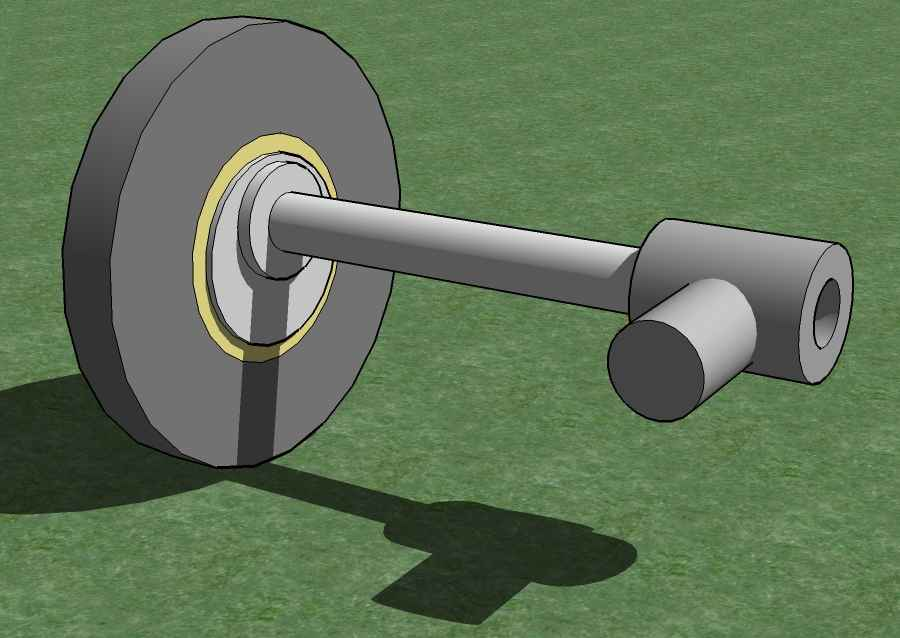
Prinzip der Portalachse: versetzte Radachse mit Antrieb

Unterschiedliche Bodenfreiheit von Normal- und Portalachse

Eine Portalachse ist eine Bauart von angetriebenen Achsen mit mechanischen Übersetzungen wie einem Vorgelegegetriebe an den Fahrzeugrädern. Es sind zahlreiche technische Varianten dieser Bauweise bekannt.

## Beschreibung
In den Radträgern befinden sich je ein einstufiges, von den Wellen auf die Räder wirkendes Stirnradgetriebe („Versatzgetriebe“) oder andere technische Lösungen. Portalachsen können aus folgenden Gründen eingesetzt werden:
Höherlegung ist die bekannteste Anwendung von Portalachsen. Die Achsbrücke mit den Antriebswellen ist deshalb relativ zu den Radachsen parallel versetzt, was bei geländegängigen Fahrzeugen genutzt wird, um die Bodenfreiheit zwischen den angetriebenen Rädern durch eine höher gelegte Achsbrücke zu vergrößern.
Tieferlegung durch die Portalachsen ist ebenfalls bekannt. Bei Niederflurfahrzeugen im öffentlichen Personennahverkehr ist die Achsbrücke tiefergelegt. Der dadurch im Fahrgastraum erreichte niedrigere Boden erleichtert das Ein- und Aussteigen.
Untersetzung ist eine Möglichkeit, die sich konstruktiv aus Portalachsen ergeben kann. Die von 1950 bis 1967 produzierte erste Generation des VW Transporters hatte auch eine Portalachse mit Untersetzungsgetrieben, die für andere Typen ebenfalls genutzt wurde. Sie erbrachten eine etwas höhere Bodenfreiheit und die bei der schwachen Motorisierung der frühen Transporter vorteilhafte Untersetzung, sodass ein – bis auf den andersherum eingebauten Differentialkorb mit Tellerrad serienmäßiges – Käfergetriebe verwendet werden konnte.

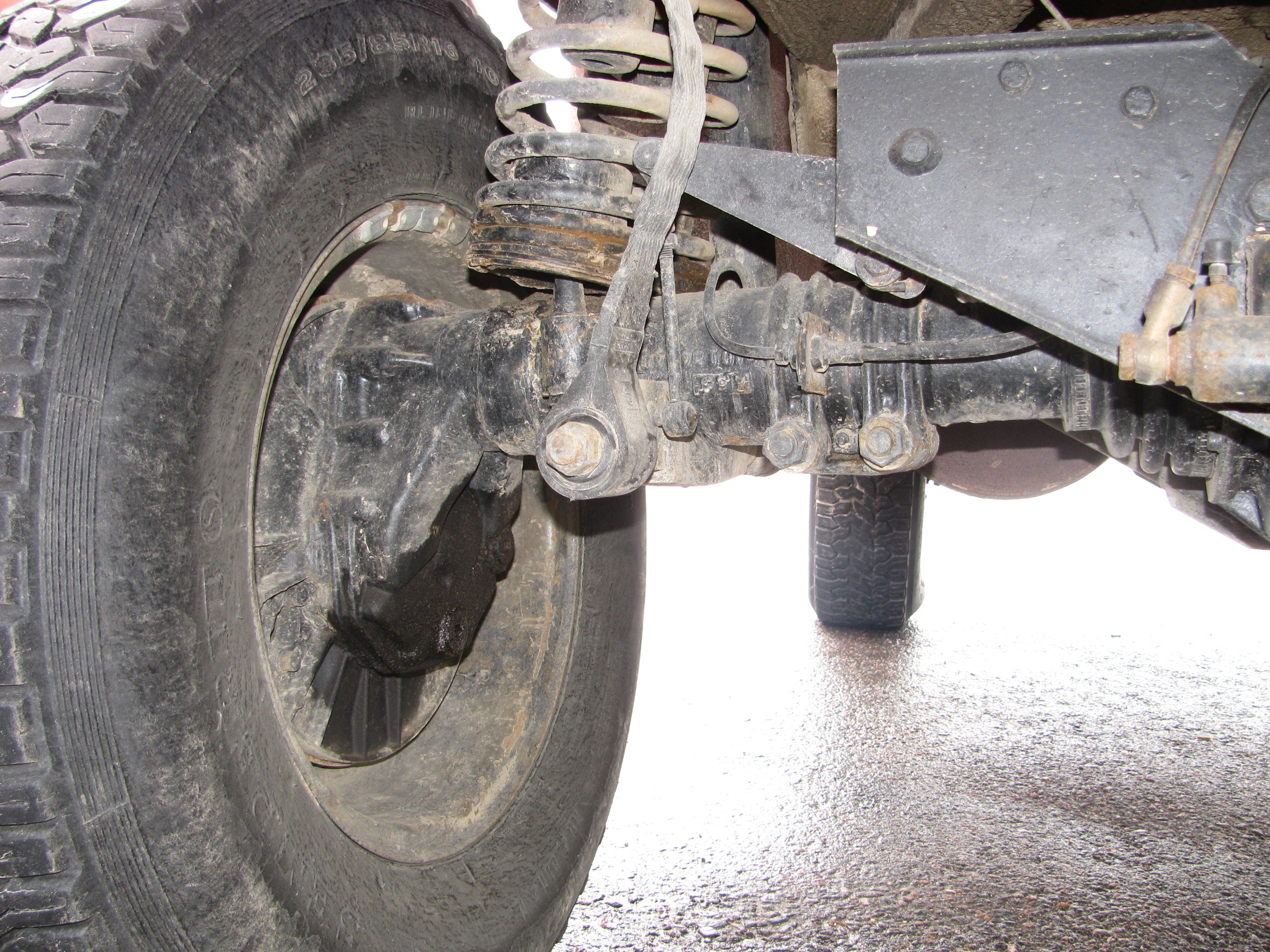
Portalachse bei einem Steyr-Puch Pinzgauer
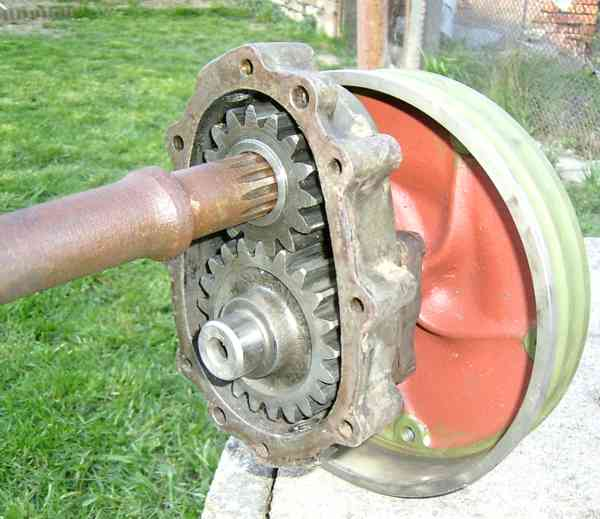
Untersetzung bei VW-Typen

Alternative Antriebe mit Portalachsen werden im 21. Jahrhundert zunehmend bekannt. Durch die Entwicklung neuer Motoren und neuer Steuerungen in der Elektrotechnik wurden einige Systeme erprobt, die sich allerdings bis in die 2010er Jahre nicht durchsetzen konnten. Im Rennsport wurde 2010 bei einem Porsche 997 GT3 R Hybrid ein Antriebskonzept mit tiefergelegter Portalachse erprobt, das zusätzliche Antriebskräfte mobilisierte und gleichzeitig den Fahrzeugschwerpunkt absenkte.

## Bodenfreiheit
Um eine große Bodenfreiheit zu erreichen, werden Differentialgetriebe und damit verbundene Antriebswellen nach oben verlegt. Der Gewinn an Bodenfreiheit beträgt zwischen 50 und 400 mm je nach Achskonstruktion und Durchmesser der Fahrzeugräder. Da die Achsgetriebe in der Regel untersetzen und dadurch das Drehmoment am Rad erhöhen, können die übertragenden Bauteile zwischen Motor und den Achsgetrieben wegen der höheren Drehzahl (kleineres Drehmoment) kleiner und damit leichter ausgeführt werden, ähnlich wie bei Achsen mit Planetenvorgelegen. Solche Portalachsen gibt es als Portalpendelachse wie beim VW Kübelwagen, Tatra 805, Steyr-Puch Haflinger und Pinzgauer; oder als Starrachse beim Unimog, dem Praga V3S, dem Volvo C303, dem Lancia/Fiat/Iveco-ACL75/ACM80, dem Magirus-Deutz 130M7FAL oder dem Renault TRM 2000, sowie beim Sisu SA-110 und bei Tatra. Beim US-amerikanischen HMMWV sind die Radträger mit untersetzenden Getrieben Teile von Doppelquerlenker-Radaufhängungen. Vorteile ergeben sich durch die größere Bodenfreiheit. Bekannte Nachteile sind: höhere ungefederte Masse, höherer Schwerpunkt, zusätzliche Reibungsverluste, aufwändig bei Produktion, Wartung und Kosten. Ende des 20. Jahrhunderts wurden Rüstsätze für Geländefahrzeuge bekannt, mit denen man Fahrzeuge nachträglich mit Portalgetrieben ausstatten kann.

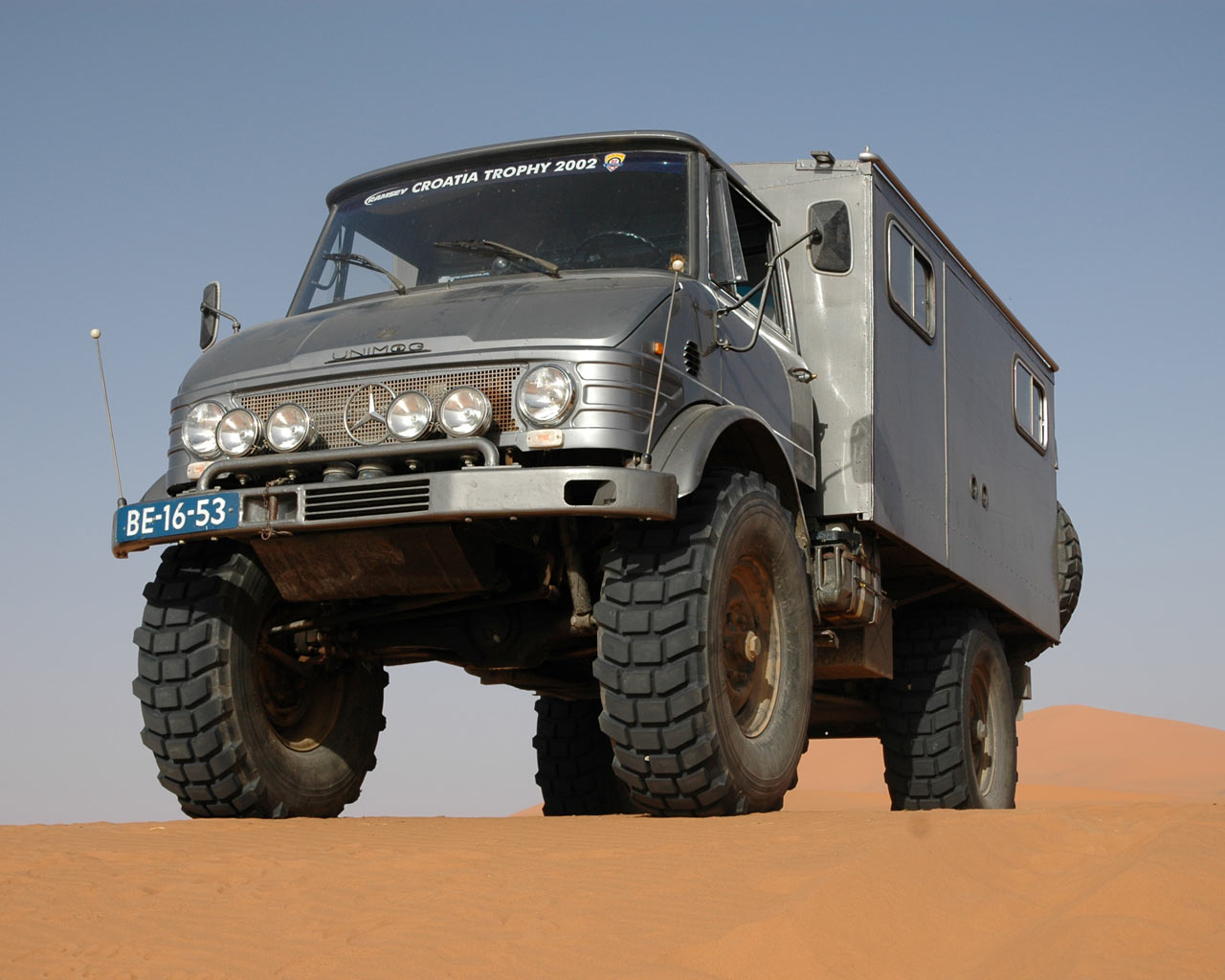
Große Bodenfreiheit durch Portalachsen beim Unimog
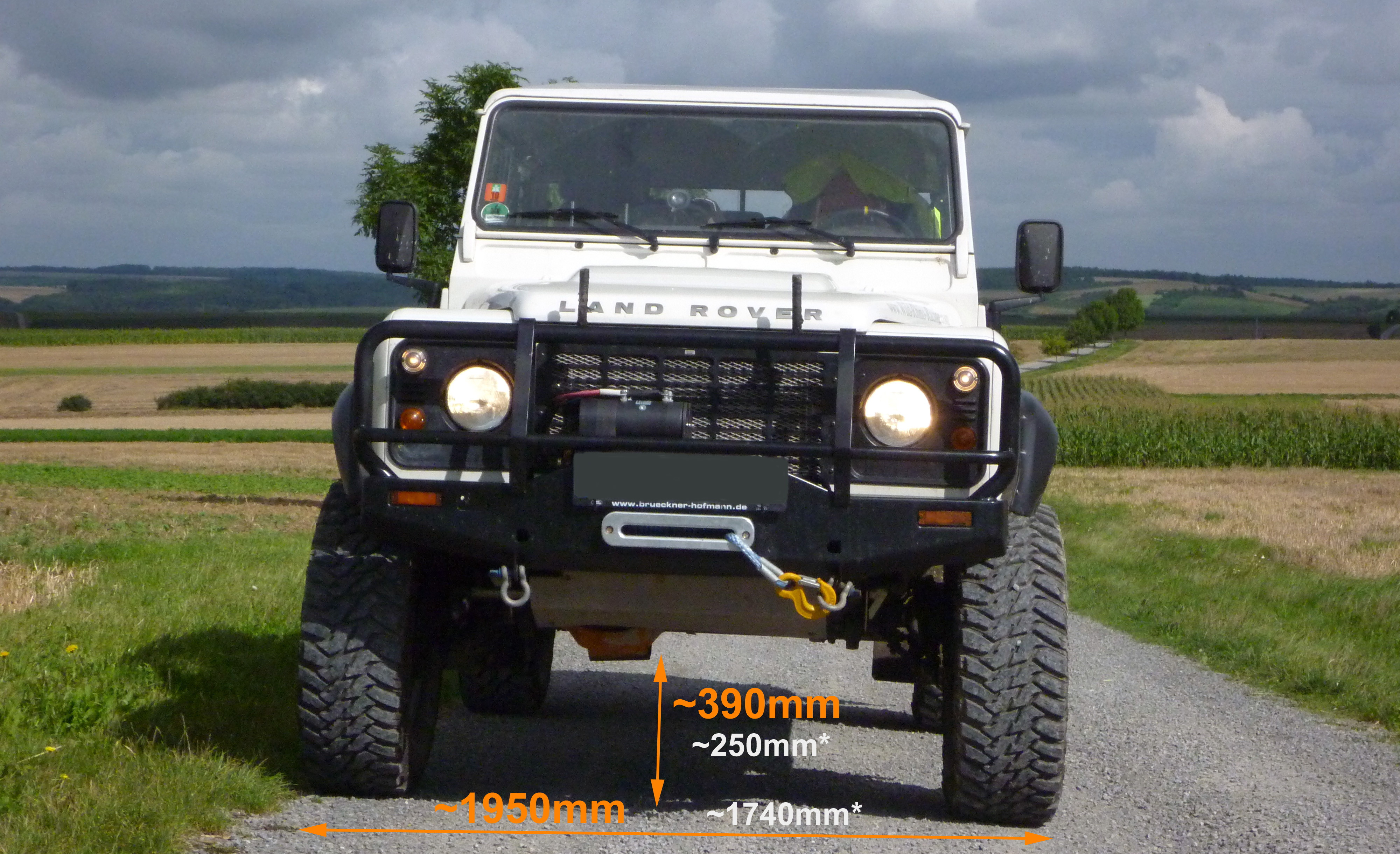
Land Rover Defender mit nachgerüsteten Portalachsen
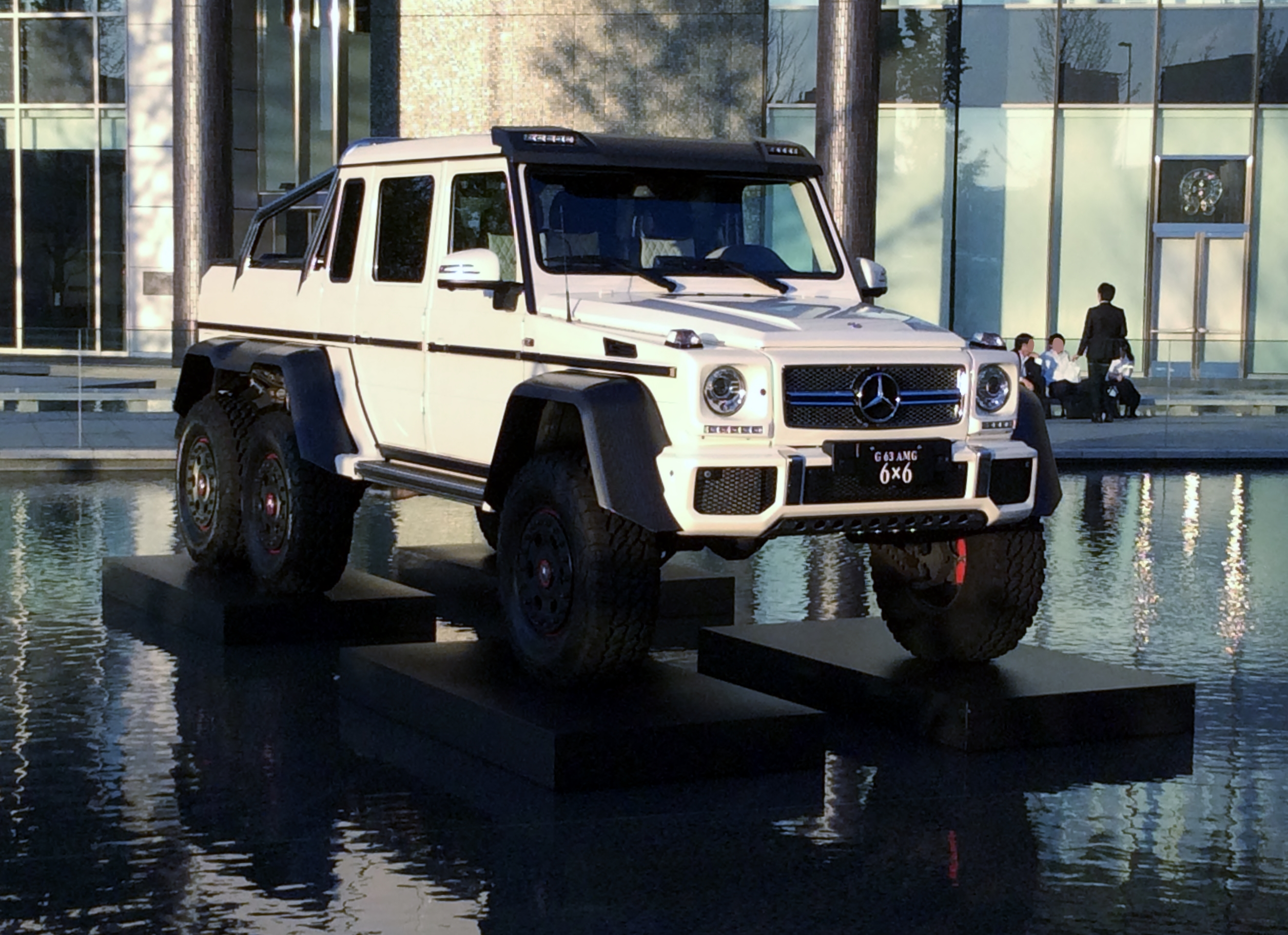
Mercedes-Benz G63 AMG 6×6 mit Portalachsen
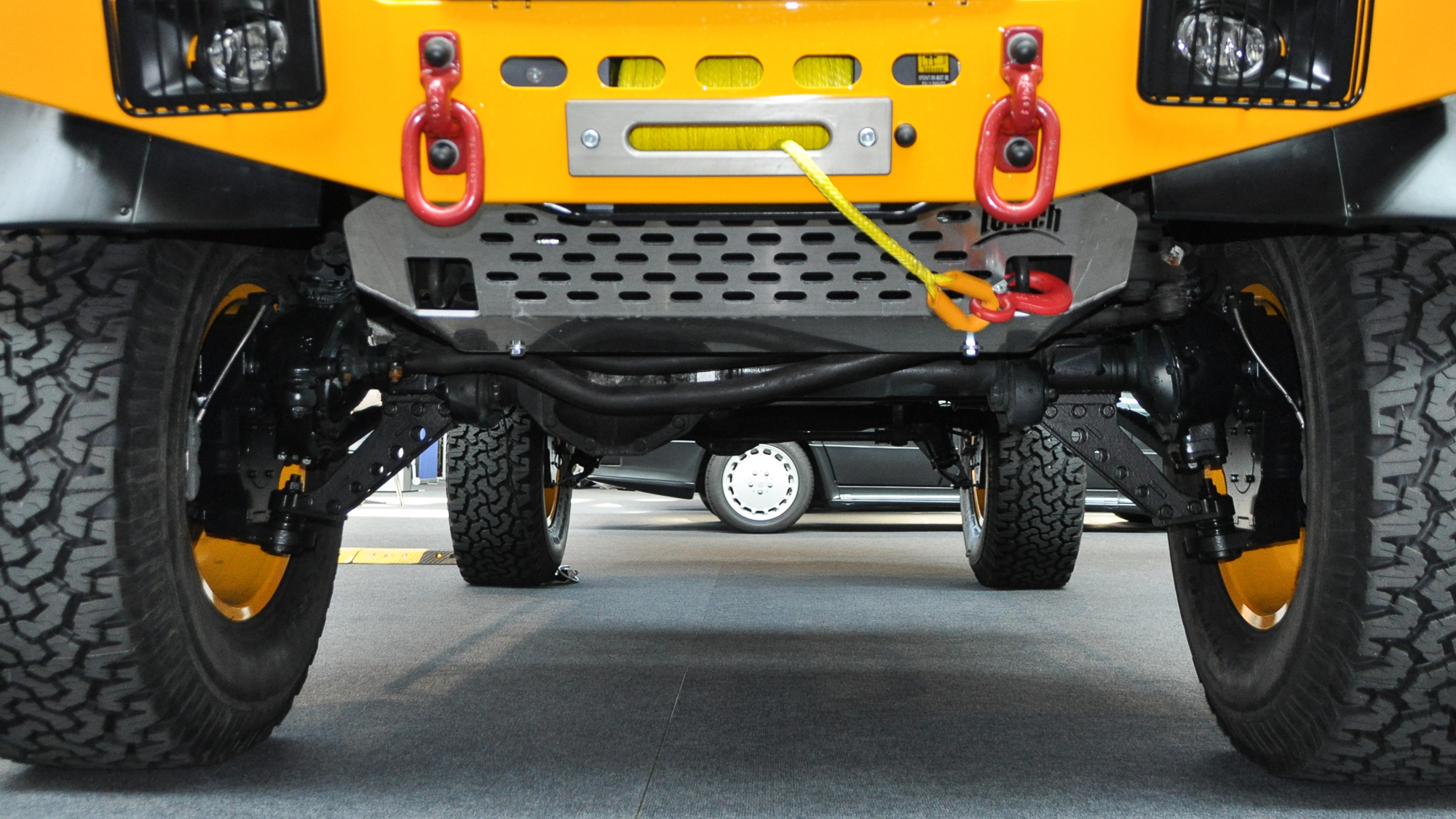
Mercedes-Benz G-Klasse mit nachgerüsteten Portalachsen
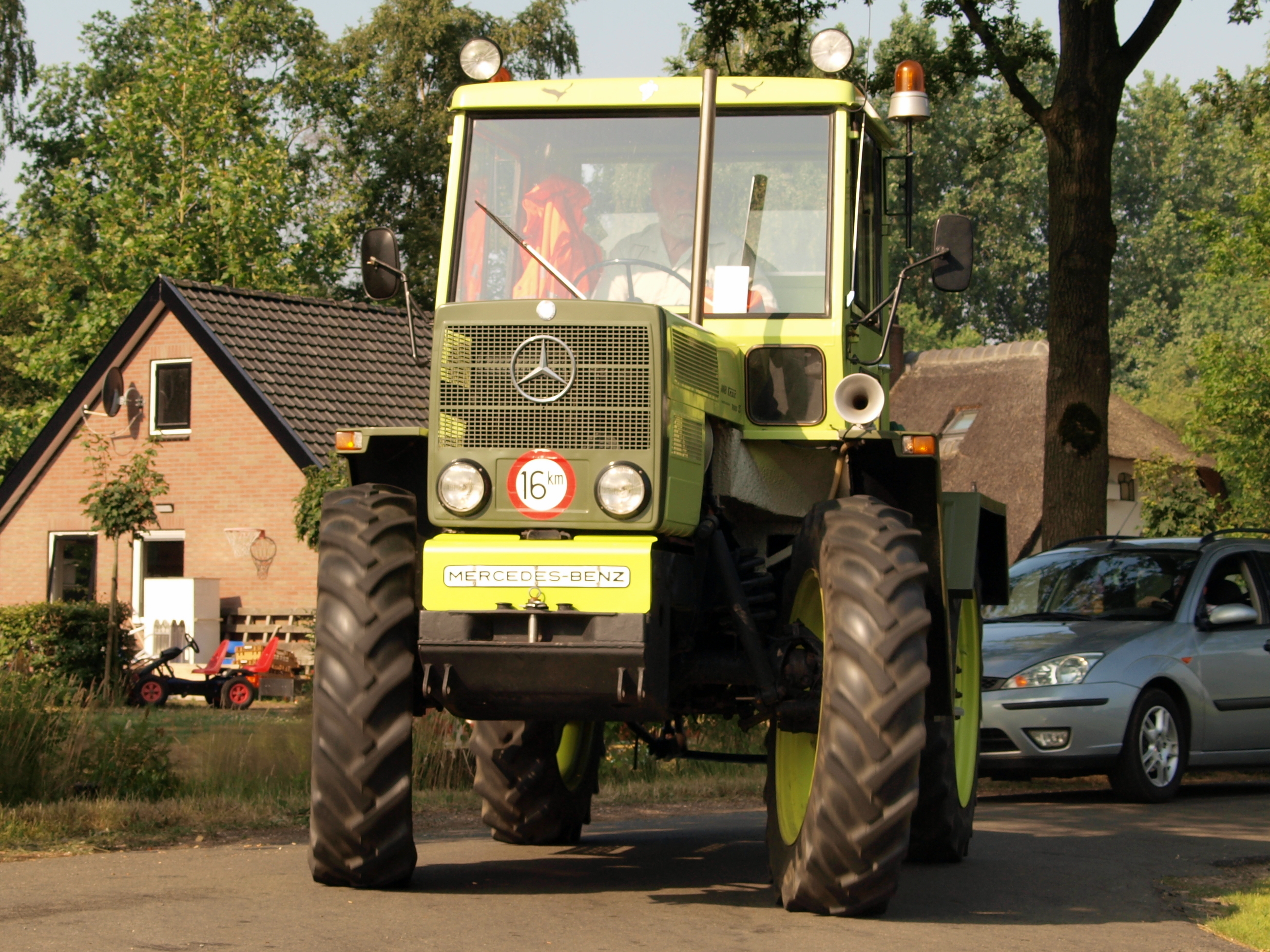
MB-trac mit Portalachsen
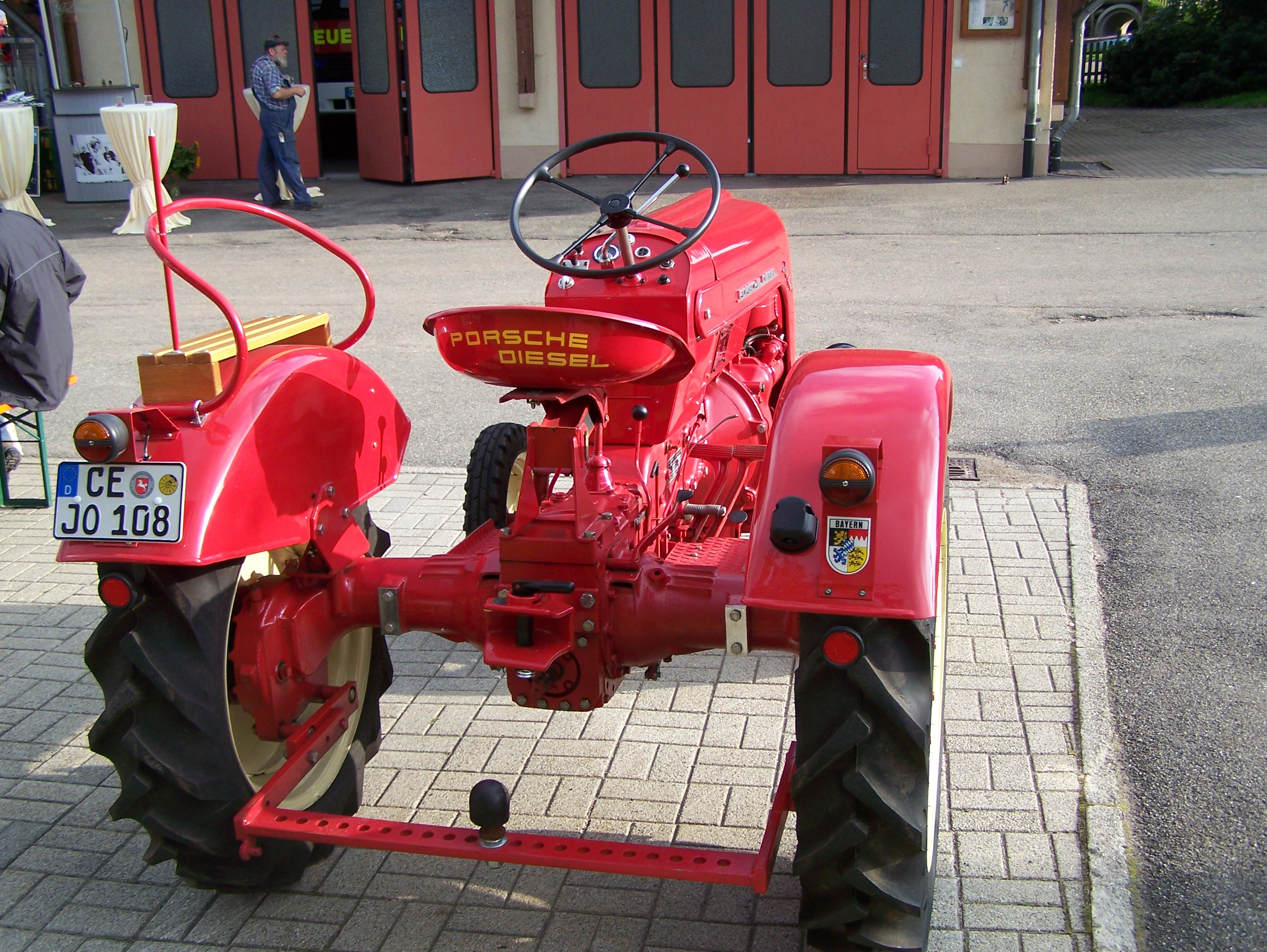
Porsche Diesel Junior mit Portalachsen

## Niederflur
Bei Niederfluromnibussen werden invertierte, also tiefer liegende Portalachsen an den angetriebenen Hinterachsen verwendet, um dort auch ein niedriges Bodenniveau im Inneren zu ermöglichen. Zudem ist das Differential etwas seitlich versetzt, also neben dem Mittelgang angebracht. Die eher geringe Bodenfreiheit wird zu Gunsten eines durchgehend niedrigen Fahrgastbodens (keine Stufen oder Rampen in Achsbereichen) in Kauf genommen.
Bei der Niedrigstflur-Straßenbahn der Baureihe R der Straßenbahn Frankfurt am Main wird auf einen gemeinsamen mechanischen Antriebsstrang für rechte und linke Räder sogar ganz verzichtet. Die einzelnen, an den Fahrzeugseiten neben je einem Rad senkrecht stehenden Elektromotoren treiben die Räder über Winkelgetriebe an.

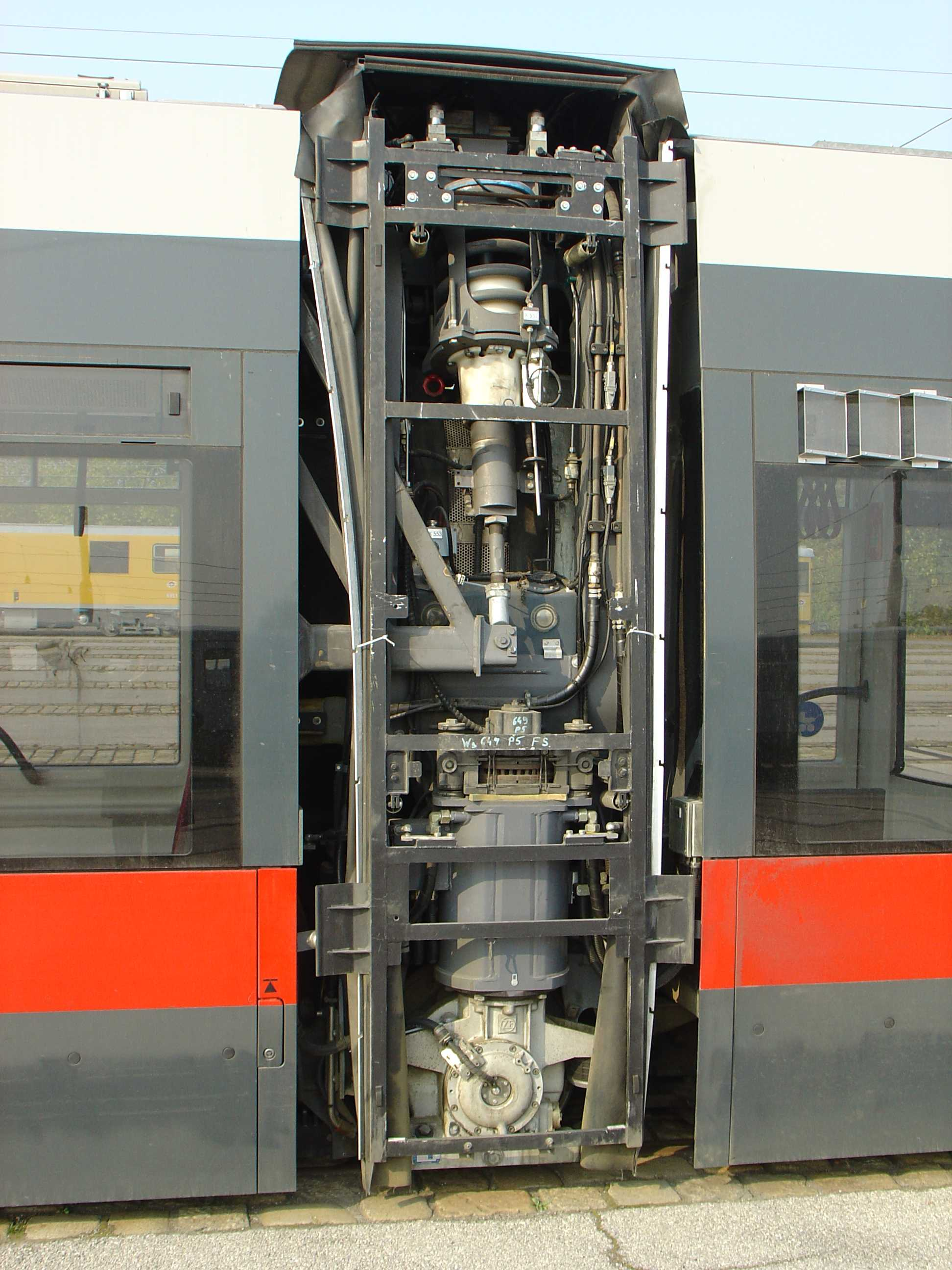
ULF in Portalrahmen von Siemens Mobility
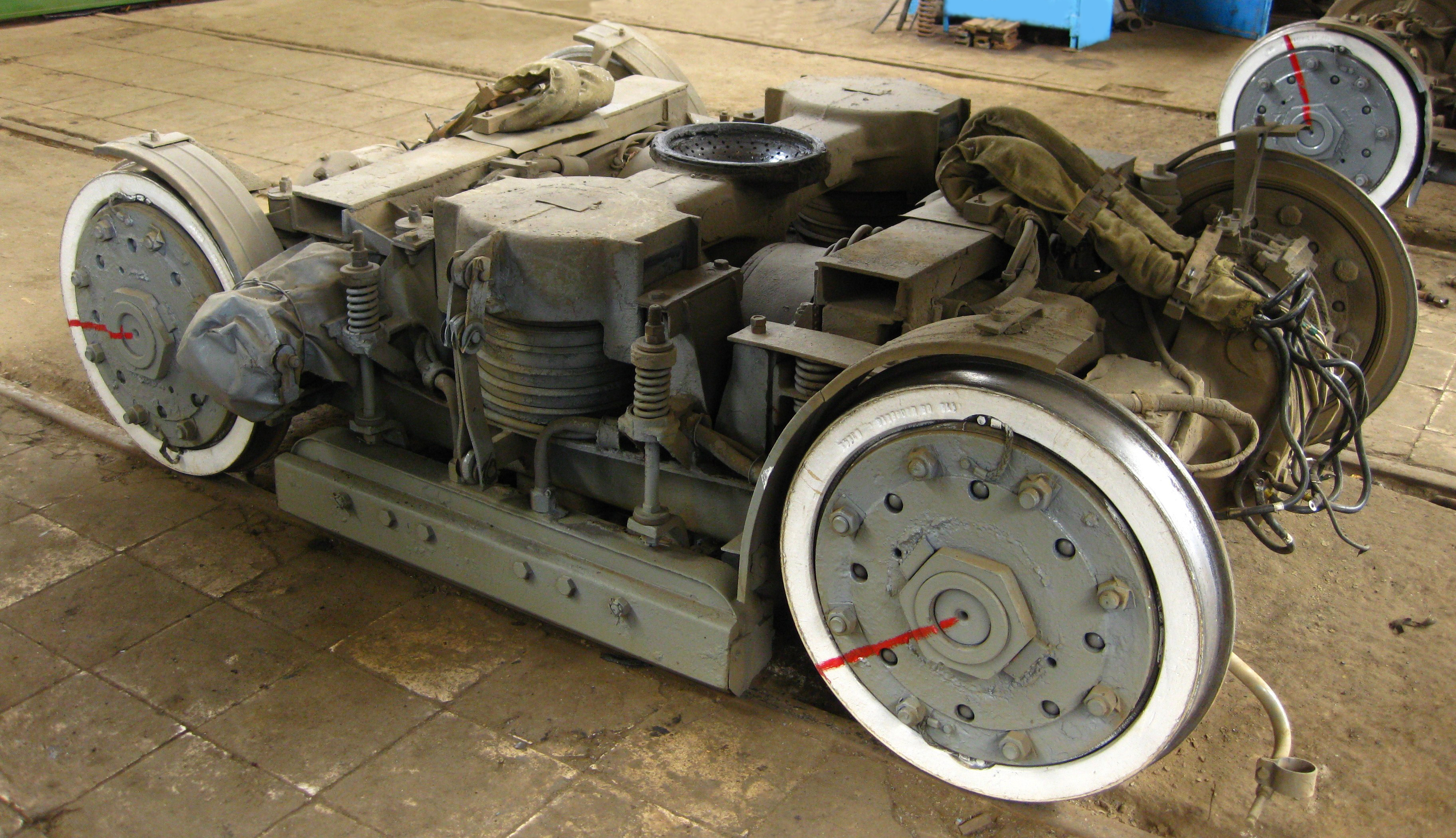
Tiefliegende Portalachse bei einem Fahrgestell für Straßenbahn

## Portalfahrwerk
Der Begriff Portalfahrwerk wird bisweilen missverständlich genutzt, weil Portalachsen nicht zwingend Bestandteil sind.
Portalfahrwerke werden in Bereichen der Land- und Forstwirtschaft sowie bei Logistik und Bahnverkehr genutzt. Maschinen mit Portalfahrwerken sind Portalkräne und Fahrzeuge zur Umsetzung anderer Güter, die zum Teil auch elektrisch oder hydraulisch angetrieben werden. Dabei können unterschiedliche Arten von Portalachsen zum Einsatz kommen. Bei Entwicklungen zu Niederflurfahrzeugen (s. o.) ist der Begriff Portalrahmen bekannt. Die Bezeichnung als Portalfahrwerk als Qualifizierung für Landfahrzeuge mit Portalachsen ist nicht gebräuchlich.

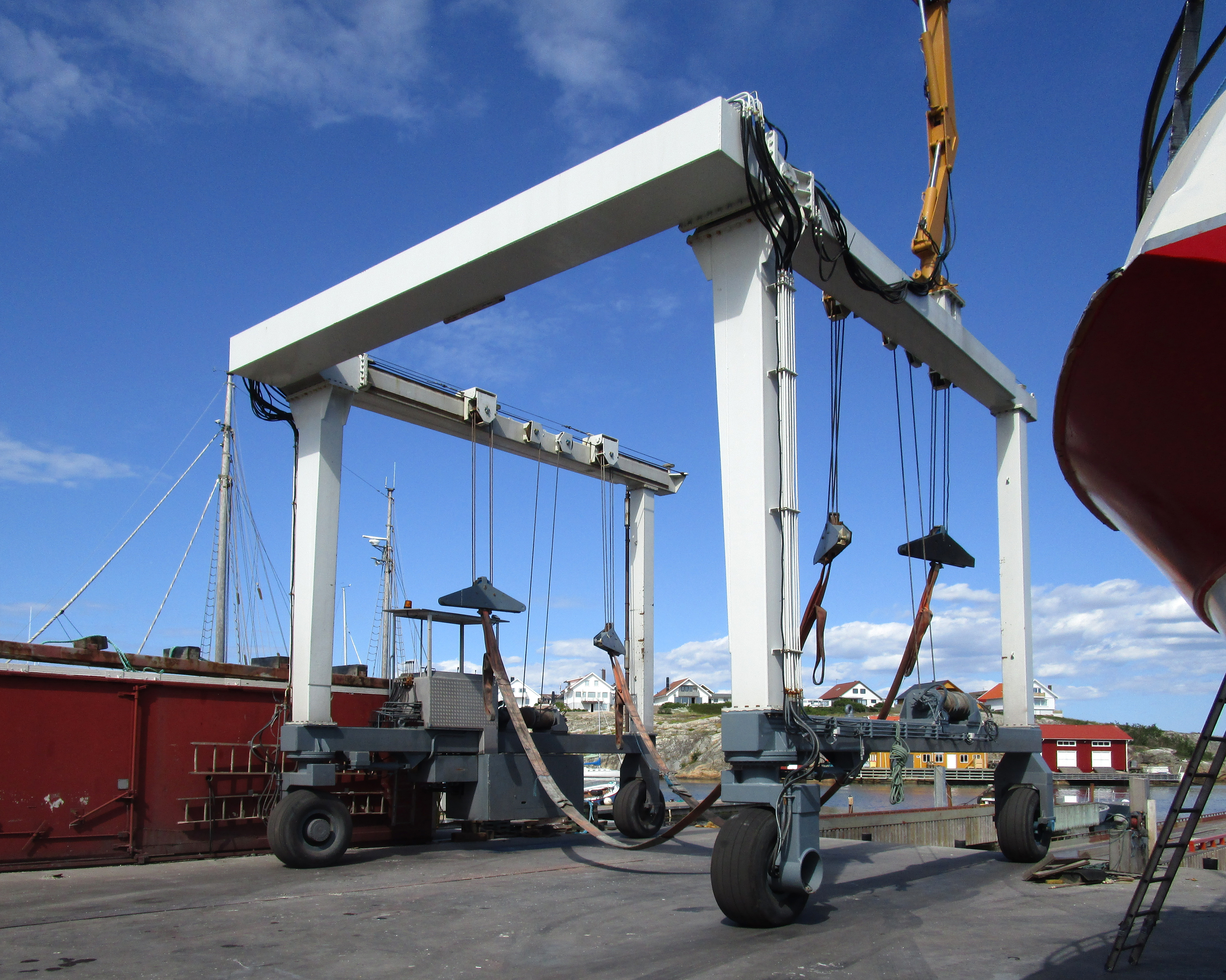
Bootskran mit lenkbaren Portalachsen
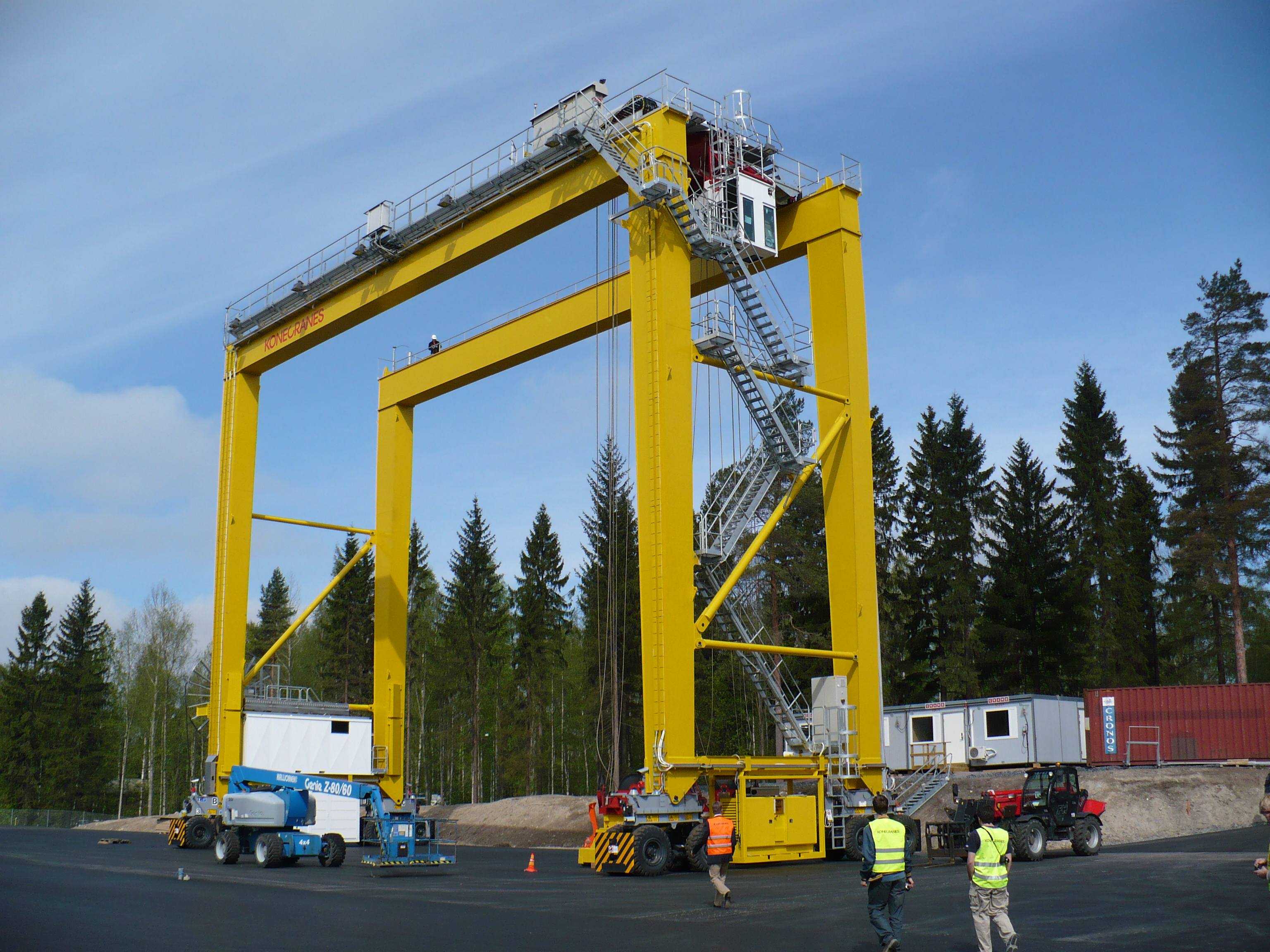
Konecranes Portalkran
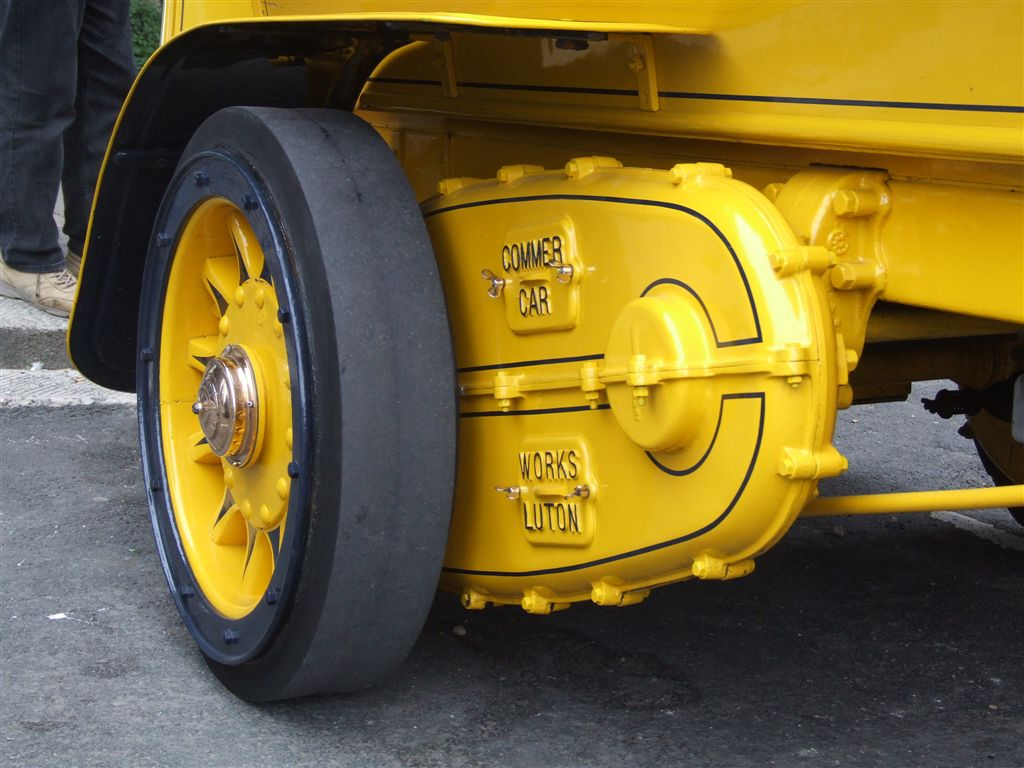
Historischer Antrieb des Commer Car (EC 634)

## Bekannte Fahrzeuge mit Portalachsen
Nachfolgend eine Übersicht von Fahrzeugen mit Portalachsen:
- High Mobility Multipurpose Wheeled Vehicle
- Hummer H1
- Magirus-Deutz MK-Reihe
- Porsche 597 (Kübelwagen)
- Renault TRM 2000
- Steyr-Puch Haflinger
- Steyr-Puch Pinzgauer
- Steyr-Puch Noriker
- Tatra 805 (4x4-LKW)
- Tatra 813 (8x8-LKW)
- LuAS-969 (ukrainischer 4x4-Geländewagen)
- Toyota Mega Cruiser (bei JGSDF (Streitkräfte Japan))
- Praga V3S (6x6-LKW)
- UAS-469 (russischer Geländewagen)
- UAS-452 (russischer Transporter)
- Unimog (alle Typen)
- Volvo C303
- Volkswagen Typ 82 Kübelwagen
- Volkswagen Typ 100 Zugmaschine
- Volkswagen Typ 166 Schwimmwagen
- Volkswagen Typ 2 T1, Transporter, VW-Bus